# Harwinton
Harwinton är en kommun (town) i Litchfield County i delstaten Connecticut, USA. Vid folkräkningen år 2000 bodde 5 283 personer på orten. Den har enligt United States Census Bureau en area på totalt 80,5 km² varav 0,9 km² är vatten.